# Lodewijk II de la Trémoille
Lodewijk II de la Trémoille (Thouars, 20 september 1460 - Pavia, 24 februari 1525) was van 1483 tot aan zijn dood burggraaf van Thouars. Hij behoorde tot het huis de la Trémoille.

## Levensloop
Lodewijk II was de oudste zoon van Lodewijk I de la Trémoille, burggraaf van Thouars, uit diens huwelijk met Margaretha van Amboise. Na de dood van zijn vader in 1483 werd hij burggraaf van Thouars, vorst van Talmont, graaf van Guînes en Benon en baron van Sully. Ook oefende hij de functie van Eerste Kamerheer van de koning uit.
Hij diende in het Franse leger. Tijdens de zogenoemde Gekke Oorlog voerde hij een leger aan dat namens koning Karel VIII de belangen van de Franse kroon in Bretagne moest verdedigen nadat hertog Frans II zich van de Fransen had afgekeerd en de zijde van Lodewijk van Orléans had gekozen. Zijn beslissende overwinning in de Slag bij Sint-Aubin op 28 juli 1488 maakte definitief een einde aan de Bretonse onafhankelijkheid.
Lodewijk II vocht ook in verschillende veldslagen van de Italiaanse Oorlogen. In 1495 nam hij deel aan de Slag bij Fornovo en in 1500 benoemde koning Lodewijk XII hem tot opperveldheer in Italië, een functie waarin hij onder andere Milaan veroverde. In 1503 vocht hij in Napels zonder succes tegen Gonzalo Fernández de Córdoba en in 1509 was hij ook van de partijtbidensj de Slag bij Agnadello. In de Slag bij Novara in 1513 leed hij een zware nederlaag, toen zijn tienduizendkoppige leger in de val werd gelokt door 13.000 Zwitserse huurlingen. In 1515 verzekerde hij dan weer de Franse overwinning in de Slag bij Marignano. Daarnaast nam hij deel aan veldtochten tegen de Engelsen in Picardië.
Op 24 februari 1525 was hij een van de commandanten in het Franse leger in de Slag bij Pavia, waarbij de Franse troepen een zware nederlaag leden. Bij deze veldslag sneuvelde Lodewijk II de la Trémoille, nadat hij in het hart werd getroffen door een haakbuskogel. Zijn bezittingen werden geërfd door zijn kleinzoon Frans, want zijn zoon Karel I was reeds overleden.

## Huwelijk en nakomelingen
Op 28 juli 1484 huwde Lodewijk II met Gabrielle (1447-1516), dochter van graaf Lodewijk I van Bourbon-Montpensier. Ze kreeg een zoon Karel I (1485-1515), die sneuvelde in de Slag bij Marignano.
In april 1517 hertrouwde hij met Louise Borgia (1500-1553), hertogin van Valentinois en dochter van Cesare Borgia. 
- Bibliothèque nationale de France: cb12539335k (data)
- Gemeinsame Normdatei: 104350318
- Historisch woordenboek van Zwitserland: 028537
- International Standard Name Identifier: 0000 0001 0875 1253
- Library of Congress Control Number: n88671810
- Nationale Bibliotheek van Israël: 987007308393205171
- Nederlandse Thesaurus van Auteursnamen: 074637525
- SNAC: w6kb78gs
- Système universitaire de documentation: 061535486
- Virtual International Authority File: 17334402
- WorldCat: E39PBJmtyGdPWxRBTmHxwvMgKd